# Chaillac-sur-Vienne
Chaillac-sur-Vienne ist eine französische Gemeinde in der Region Nouvelle-Aquitaine, im Département Haute-Vienne, im Arrondissement Rochechouart und im Kanton Saint-Junien. Im Nordwesten bildet die Vienne die Grenze zu Saint-Junien. Die weiteren Nachbargemeinden sind Saint-Martin-de-Jussac (kurzer Berührungsabschnitt) im Nordosten, Saint-Auvent im Südosten, Rochechouart im Süden und Saillat-sur-Vienne im Westen. Die Bewohner nennen sich Chaillacois oder Chaillacoises.

## Bevölkerungsentwicklung
| Jahr      | 1962 | 1968 | 1975 | 1982 | 1990 | 1999 | 2008 | 2013 |
| --------- | ---- | ---- | ---- | ---- | ---- | ---- | ---- | ---- |
| Einwohner | 655  | 574  | 505  | 774  | 898  | 951  | 1077 | 1217 |

## Sehenswürdigkeiten
- Kirche Saint-Saturnin aus dem 13. und erweitert bis ins 15. Jahrhundert, Monument historique

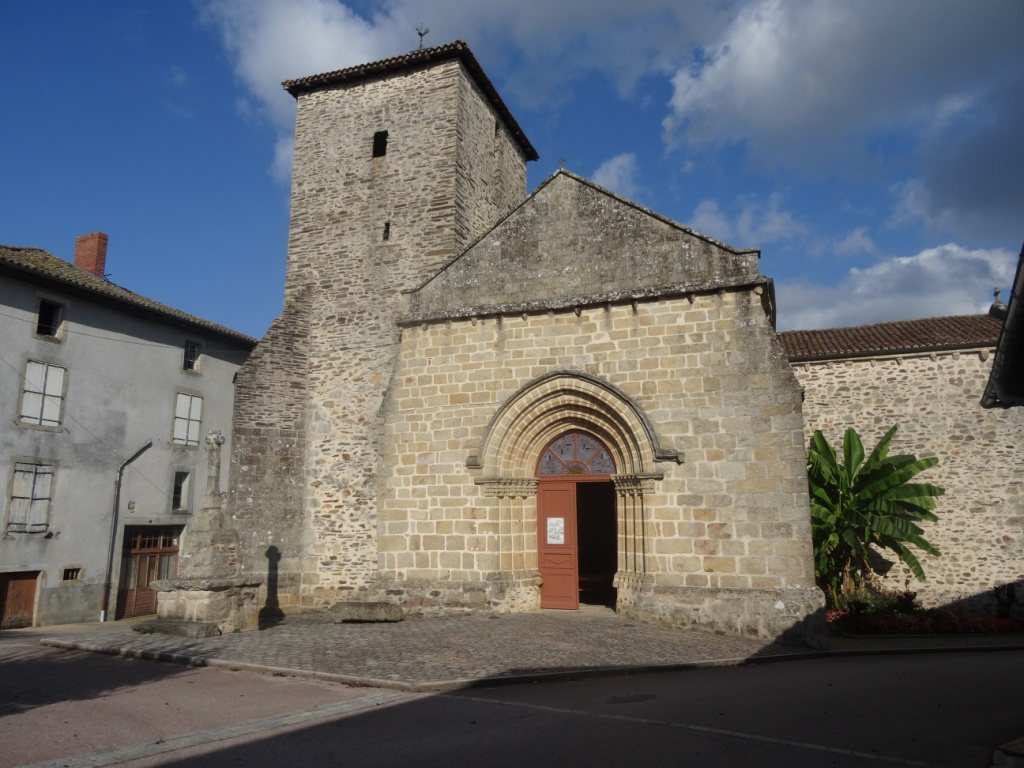
Kirche Saint-Saturnin